# Patricia Engel
Patricia Engel es una escritora colombo-estadounidense.

## Biografía
Engel nació de padres colombianos que emigraron a los Estados Unidos. Se crio en Nueva Jersey y asistió a escuelas públicas. Obtuvo una licenciatura en Francés e Historia del Arte de la Universidad de Nueva York en 1999 y una Maestría en Bellas Artes en ficción de la Universidad Internacional de Florida en 2007.
Ha estudiado en París y ha enseñado escritura creativa en la Universidad de Miami y en otros lugares. El trabajo de Engel ha aparecido en The Sun, A Public Space, Harvard Review y Kenyon Review, entre muchos otros, y ha sido incluido en una antología en The Best American Short Stories 2017, The Best American Mystery Stories 2014. Recibió el premio Boston Review Fiction Prize en 2008 por su cuento "Desaliento" y recibió una beca en literatura del National Endowment for the Arts en 2014.
Con frecuencia escribe sobre inmigración, biculturalismo y transnacionalismo, tanto en inglés como en español. Su novela Las venas del océano recibió el Premio Literario de la Paz de Dayton 2017 y fue nombrada Elección de los Editores del New York Times y Mejor Libro del Año del San Francisco Chronicle. La novela sigue a Reina, una mujer de veintitantos años que intenta aceptar la tristeza y la culpa que siente tras el encarcelamiento de su hermano Carlito. Es condenado a muerte en Florida por arrojar a la hija de su novia, Shayna, desde un puente.
Engel es editora literaria del Miami Rail, una publicación trimestral que ofrece cobertura crítica sobre arte, política y cultura. En 2019, recibió una Beca Guggenheim de Ficción y un Premio O. Henry por su cuento "Aguacero".